# Glossosoma pinigisana
Glossosoma pinigisana är en nattsländeart som beskrevs av Malicky 1994. Glossosoma pinigisana ingår i släktet Glossosoma och familjen stenhusnattsländor. Inga underarter finns listade i Catalogue of Life.